# Toruńskie Zakłady Urządzeń Okrętowych „Towimor”
Toruńskie Zakłady Urządzeń Okrętowych „Towimor” – zakład produkujący urządzenia okrętowe i przemysłowe (m.in. elementy zespołów cumowniczo-kotwicznych i platform wiertniczych) z siedzibą przy Drodze Starotoruńskiej w Toruniu.
Zakład został założony przez Zarząd Wodny Miasta Torunia w 1905 roku. Na początku swojej remontował małe, rzeczne jednostki pływające. Działalność zakładu nie została przerwana podczas I i II wojny światowej. W 1960 roku przy Drodze Staroturńskiej rozpoczęto budowę nowego kompleksu. W 1962 roku sprzedano pierwsze urządzenia z nowo wybudowanej fabryki. W 1965 roku zakłady przyjęły nazwę Towimor. Przed 1960 rokiem w zakładzie pracowało od 40 do 60 osób. W 1971 roku liczba pracowników wynosiła ok. 1 tys., w 1976 – ok. 1,6 tys., w 1989 – ok. 1,3 tys.
W 2003 roku Towimor wszedł na rynek południowokoreański. W 2005 roku Torimow otrzymał Medal „Za zasługi dla Miasta Torunia” na wstędze. W 2013 roku uruchomił zakład w Pusan. Firma odniosła duże straty podczas pandemii COVID-19 w 2020 roku oraz w wyniku ataku Rosji na Ukrainę i wzrostu cen stali oraz energii w 2022 roku. W latach 2021–2022 doszło do reorganizacji procesu produkcyjnego, przenosząc produkcję do Azji. W 2022 roku zwolniono 80 pracowników, spośród ok. 160, pracujących w Toruniu.
Na przestrzeni lat Towimor eksportował swoje towary do Związku Socjalistycznych Republik Radzieckich, Danii, Rumunii, Bułgarii.